# Аддісонова хвороба
Аддісонова хвороба (також — бронзова хвороба) — хронічне ендокринне захворювання, при якому наднирники не продукують стероїдні гормони — глюкокортикоїди та мінералокортикоїди. Зазвичай хвороба перебігає повільно, але у певній кількості випадків прогресує, що може призвести до аддісонового кризу. Аддісоновий криз — це небезпечний для життя патологічний стан, за якого різко знижується кров'яний тиск та може розвинутись кома.

## Етимологія
Хворобу вперше описав Томас Аддісон у 1855 році, тому вона названа на його честь.

## Клінічний перебіг
Аддісонову хворобу виявляють порівняно рідко, переважно у віці 30-50 років, в результаті автоімунного пошкодження наднирників, або інфекційного їх ураження. Розвивається поступово. При Аддісоновій хворобі у хворого переважно спостерігають неспецифічні клінічні прояви: слабкість, біль у животі, розлади травлення. Специфічним є бронзове забарвлення шкіри та слизових оболонок. Порушення усіх видів обміну в подальшому призводить до глибоких дистрофічних змін в міокарді, при цьому знижується скорочувальна здатність міокарду, зменшується серцевий викид. Часто спостерігають тахікардію.
Перебіг і прогноз Аддісонової хвороби сприятливі за умови вчасної діагностики та адекватного лікування.

## Діагностика
Діагноз Аддісонова хвороба встановлюють на підставі таких ознак і методів дослідження:
- Клінічний аналіз крові: відзначають анемію, часто складного генезу — залізодефіцитна, В12-и фолієводефіцитна, гіпорегенераторна. Можливі еозинофілія, відносний лімфоцитоз, іноді лейкопенія.
- Глюкоза та інсулін: зниження рівня глюкози в крові натщесерце. При проведенні глюкозотолерантного тесту — пласка глікемічна крива з вираженою гіпоглікемічною фазою. Знижена толерантність до інсуліну — виражене падіння рівня глюкози в крові.
- Стероїдні гормони: зниження рівня в крові гюкокортикоїдів і мінералокортикоїдів.
- Електроліти: дефіцит глюкокортикоїдів і мінералокортикоїдів є причиною надмірного виділення натрію з сечею, і рівень його в крові знижується до 110 ммоль/л, хлоридів — нижче 98,4 ммоль/л, а концентрація калію піднімається вище за 5 ммоль/л. Підвищений коефіцієнт натрій / калій. Іноді підвищений вміст кальцію в сироватці крові до 4,2 ммоль/л. Гіперкальціємія в таких випадках поєднується з гіперкальцієурією, спрагою, поліурією і гіпостенурією. Абсорбція кальцію в кишечнику і його вихід з кісток збільшуються. Нормалізація кальцієвого обміну відбувається при адекватній замісній терапії.
- Функція нирок: знижується швидкість клубочкової фільтрації і ниркового кровотоку, підвищується рівень креатиніну в сироватці крові.